# Гудо Висконти
Гу̀до Виско̀нти (на италиански: Gudo Visconti, на западноломбардски: Gud, Гуд) е село и община в Северна Италия, провинция Милано, регион Ломбардия. Разположено е на 116 m надморска височина. Населението на общината е 1711 души (към 2012 г.).